# 2022년 동계 올림픽 독일 선수단
2022년 동계 올림픽 독일 선수단은 2022년 2월 4일부터 20일까지 중화인민공화국 베이징에서 열린 2022년 동계 올림픽에 참가한 올림픽 독일 선수단이다.

## 메달 집계
| 종목 | 1 | 2 | 3 | 합계 |
| 종목 | ' | ' | ' | '    |
| 종목 | ' | ' | ' | '    |
| 종목 | ' | ' | ' | '    |
| 합계 | ' | ' | ' | '    |

## 종목별 성적

### 노르딕복합
- 빈첸츠 가이거

### 루지
남자
- 요하네스 루트비히

여자
- 나탈리 가이젠베르거

### 봅슬레이
남자
- 프란체스코 프리드리히

### 스켈레톤
남자
- 크리스토퍼 그로테어
- 악셀 융크

여자
- 하나 나이제

### 스키점프
여자
- 카타리나 알트하우스

### 스피드스케이팅
여자
- 클라우디아 페히슈타인

### 피겨스케이팅
여자
- 에마 바이스